# Eichenlederzikade

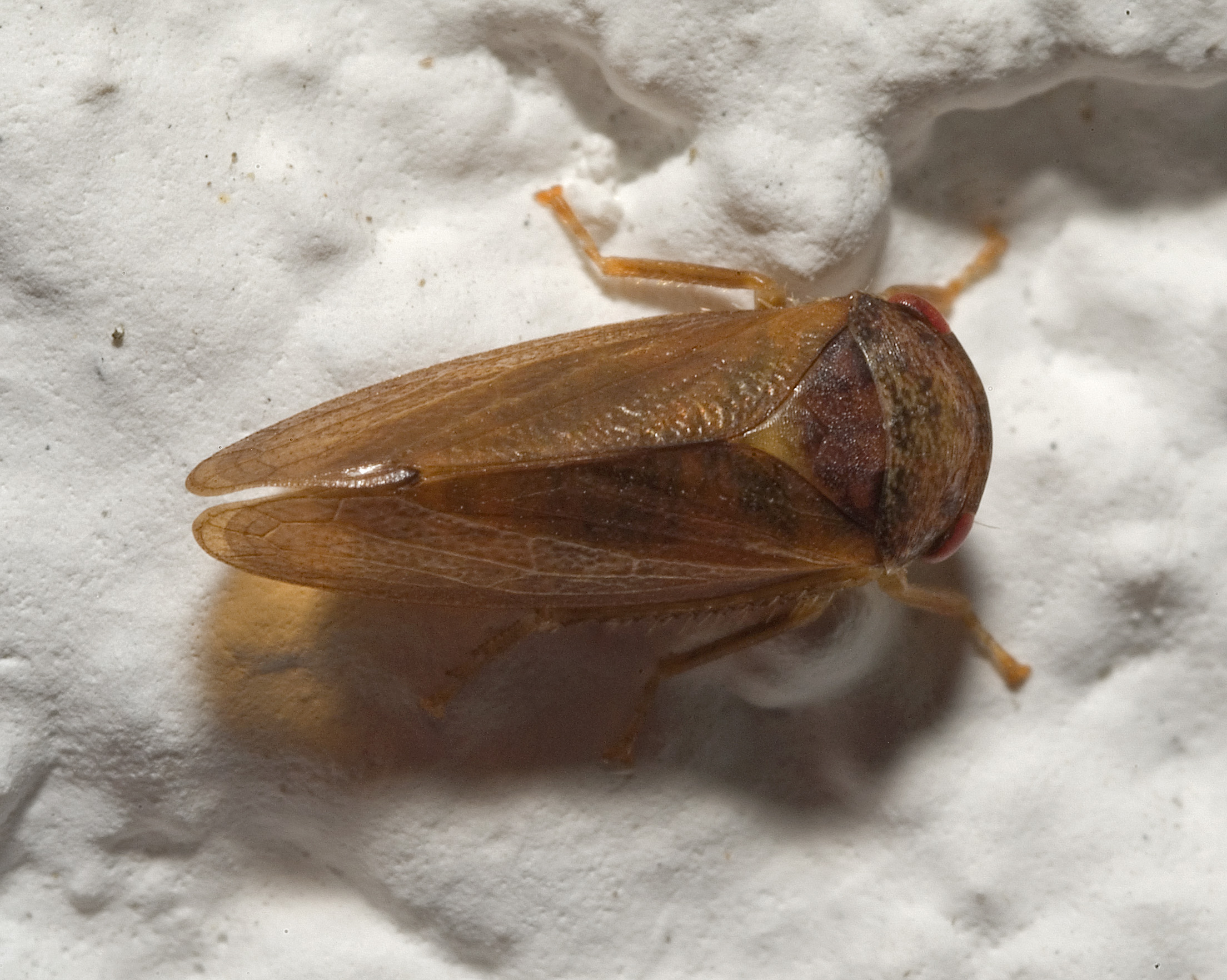
Ein stärker braun gefärbtes Exemplar

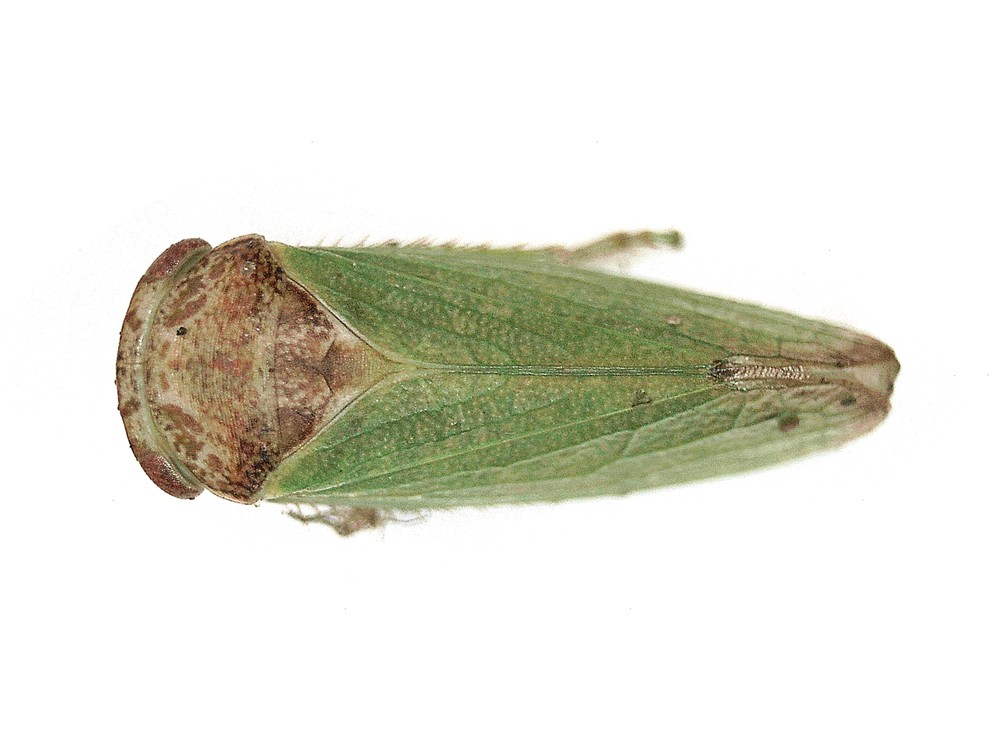
Ein Exemplar mit grünen Flügeln

Die Eichenlederzikade (Iassus lanio), auch Eichen-Zwergzikade genannt, ist eine in Europa verbreitete Art der Zwergzikaden.

## Merkmale
Die Körperlänge beträgt 6,5–8,3 mm. Der Kopf und der Halsschild sind gelblich, grün oder bräunlich gefärbt und stets stark braun punktiert. Die Art variiert insgesamt farblich manchmal ins Braune. Die Vorderflügel sind grün oder rotbraun gefärbt, die Flügeladern meist dunkel. Der Kopf und das Pronotum sind gleich breit, wobei die seitlich am Kopf sitzenden Augen über das Pronotum hinausragen. Eine ähnliche Art ist Iassus scutellaris, bei der der Scheitel jedoch länger ist. Außerdem findet sich Iassus scutellaris an Ulmen. Von der Gattung Batracomorpus unterscheiden sich die Individuen der Gattung Iassus durch die nur 3 anstelle von 5 Stacheln auf der Spitze der Femora der Hinterbeine.

## Verbreitung und Lebensraum
Die Art ist weit verbreitet in Europa, bis nach Russland und Nordafrika, fehlt aber in den zentralen und nördlichen Teilen Fennoskandinaviens. Die Art fehlt außerdem auf den meisten Mittelmeerinseln, kommt aber auf Sizilien vor.
Die Art lebt in Wäldern, Parks und Alleen, vor allem auf verschiedenen Eichen. Bevorzugt werden trockene Eichenwälder. Vor allem in tieferen Lagen sind die Tiere recht häufig, kommen aber bis in 600 m Höhe vor.

## Lebensweise
Adulte Tiere finden sich von Juni bis November, in kühleren Regionen von Juli bis Oktober. Sie saugen, genau wie die Nymphen, an den Knospen und Blättern von Eichen. Die Nymphen saugen hauptsächlich an unverholzten Pflanzenteilen, während sich die älteren Larven und Imagines auch auf verholzten Trieben aufhalten. Die an den Knospenbasen junger Triebe abgelegten Eier überwintern, die grün oder braun gefärbten Nymphen finden sich von Mai bis Juli. Nach 5 Larvenstadien schlüpfen die Imagines, wobei die Weibchen etwas früher als die Männchen schlüpfen.

## Taxonomie
Die Art wurde 1761 von Carl von Linné unter dem Namen Cicada lanio erstbeschrieben. Ein weiteres Synonym lautet Macropsis lanio (Linnaeus, 1761).